# Правила баскетбола
Правила баскетбола — это правила и положения, регулирующие игру, судейство, оборудование и методику её проведения. Хотя правила во многом одинаковы во всём мире, некоторые их аспекты варьируются. Большинство лиг или руководящих органов в Северной Америке, в частности NBA и NСАА, формируют собственные правила. Для международных игр и игр на других континентах применяются правила, определенные технической комиссией FIBA.

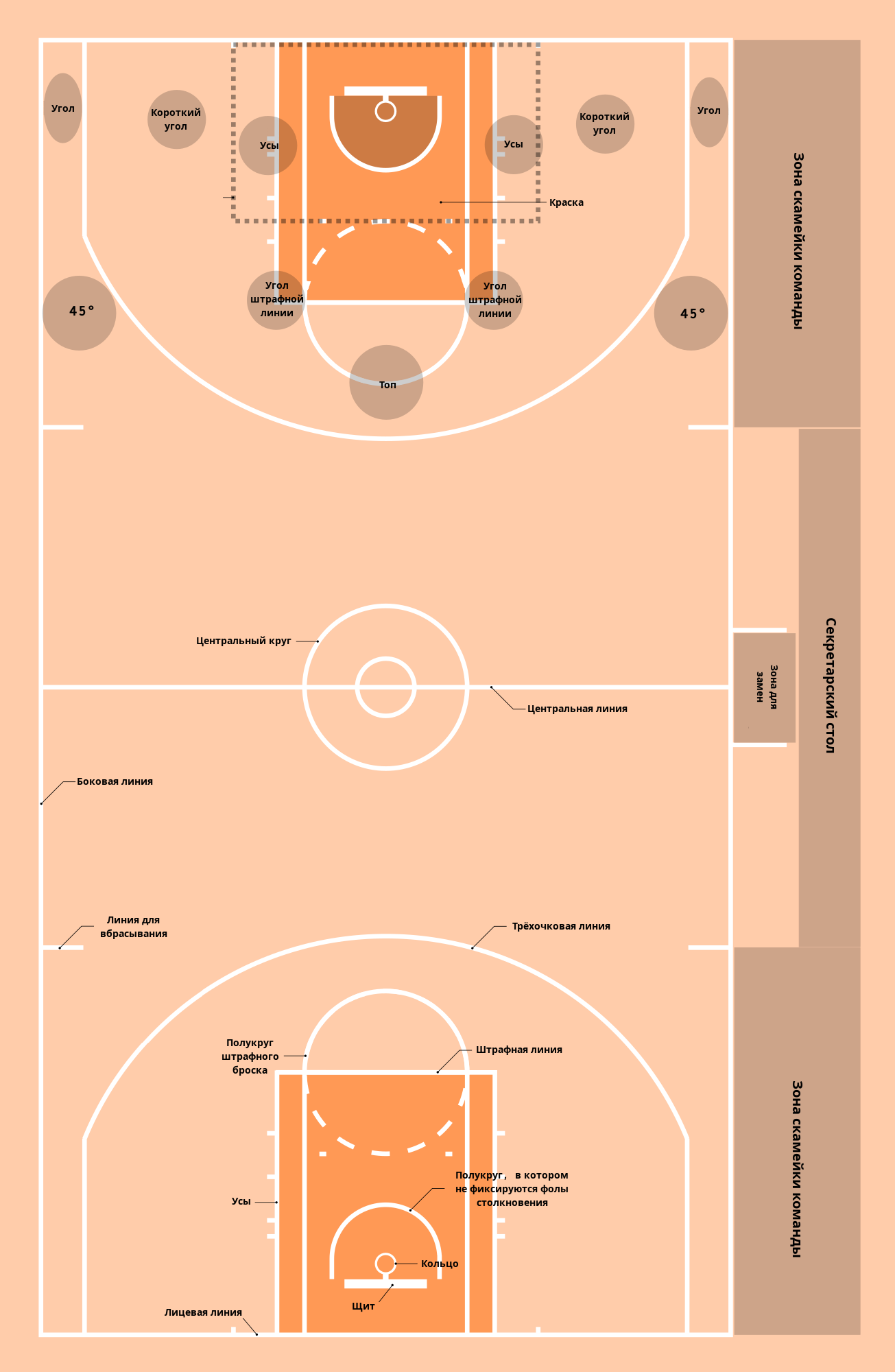
Важные зоны баскетбольной площадки

## Игроки, запасные, команды и товарищи по команде
Первоначальные правила Нейсмита не определяли количество игроков на площадке. В 1900 стандартом стали пять игроков, и игроки, которых заменили возвращаться один раз в игру в 1921 и два - в 1934; эти ограничения замен были упразднены в 1945. Участие тренера во время игры было запрещено, но с 1949 тренерам было разрешено обращаться к игрокам во время тайм-аута.
Первоначально игрок дисквалифицировался после второго фола. В 1911 ограничение увеличили до четырёх фолов, и в 1945 - до пяти в большинстве вариаций игры, длительностью 40 минут, и шести в играх длительностью 48 минут.

## Таймер и ограничения времени
Первое ограничение времени владения мячом было введено в 1933, согласно ему команды должны были перевести мяч из тыловой зоны через центральную линию в течение 10 секунд после получения мяча. Это время в 2000 году ФИБА уменьшила до восьми секунд, а затем, в 2002, и НБА. В NCAA правило десяти секунд осталось в мужской лиге, а женская лига также последовала за ФИБА с сезона 2013-14. Высшие школы США, играющие по правилам, регулируемым NFHS, используют правило десяти секунд.
В 1936 ввели правило трёх секунд. Это правило запрещает игрокам нападения находиться рядом с кольцом соперника более трёх секунд (ограниченная зона называется трёхсекундной или «краской»).
Хотя это правило изначально вводилось, чтобы снизить грубость игры между «большими» под кольцом, теперь считается, что оно нужно, чтобы предотвратить ситуации, когда высокий большой игрок пытается получить преимущество, стоя под кольцом. Когда НБА стало разрешать зонную защиту в 2001, правило трёх секунд было введено и для защитников.
Таймер был впервые представлен в НБА в 1954, он был введён с целью увеличения темпа игры. Тогда командам было нужно совершить бросок в течение 24 секунд после получения мяча, и таймер сбрасывался, если мяч касался кольца или щита, или мяч переходил к противнику. ФИБА приняла то же правило, но с таймером в 30 секунд в 1971, а NCAA - 45 секунд для мужчин, сохраняя 30 секунд для женщин, в 1985. Время в мужской лиге было уменьшено до 35 секунд в 1993, и до 30 - в 2015. ФИБА также сократила время до 24 секунд в 2000, и изменила правило сброса таймера, оставив сброс таймера после того, как мяч коснулся кольца, и убрав сброс после касания щита. Первоначально бросок, когда время владения кончилось, а мяч находился в воздухе, считался нарушением. В 2003 правило было изменено, и мяч теперь считается в такой ситуации живым, если он касался кольца. Если мяч касается кольца и подпрыгивает на нём, он считается ничейным.

## Фолы, штрафные броски и нарушения
В первоначальной игре не было ведения, оно появилось в 1901. Изначально игрок мог ударить мяч в пол только один раз, и не мог бросать мяч после ведения. Понятие ведения мяча появилось в 1909 и называлось "непрерывное продвижение мяча", также исчезло ограничение на количество ударов и был убран запрет на бросок после ведения.
Бег с мячом перестал считаться фолом с 1922, и стал считаться нарушением, а значит, единственным наказанием была потеря владения. Также нарушением стали считать удар по мячу кулаком. С 1931, если игрок под плотной опекой удерживал мяч дольше пяти секунд, игра останавливалась и происходил розыгрыш спорного мяча; такая ситуация теперь стала являться нарушением игроком с мячом. Помеха попаданию мяча стала нарушением в 1944.
Штрафные броски были введены вскоре после появления баскетбола. В 1895 штрафная линия была официально расположена в 4,6 метра (15 футов) до щита, до этого в большинстве спортивных залов линия располагалась в 6,1 метра (20 футов) от щита. С 1924 игроки, на которых сфолили, должны выполнять штрафные броски. Выполняется один бросок, если фол был на игроке, выполнявшем бросок, забившем мяч, два броска при промахе и три - при трёхочковом броске. Если фол был на игроке, не предпринимавшем попытку бросить по кольцу, или при ничейном мяче, то наказание варьируется в зависимости от уровня игры и количества фолов, полученных командой.
- В мужской лиге NCAA и всех лигах NFHS:
  - Если команда игрока набрала до шести фолов за половину, то при фоле команда противника получает владение мячом. Если фолов от семи до девяти, то игрок, на котором сфолили, получает право на штрафной бросок, и если он его забивает, то получает право на второй, но если мажет, то мяч становится живым. Если команда набрала десять и более фолов за половину, то игрок, на котором сфолили, получает право на два штрафных броска.
  - Все овертаймы считаются продолжением второй половины с точки зрения набранных фолов. Кроме того, по правилам NFHS фолы накапливаются за половины, хотя игра идёт по четвертям.
- В женской лиге NCAA (в 2015-16, когда изменилось разделение на игровые отрезки с двух периодов по 20 минут до четырех периодов по 10):
  - Если команда игрока имеет до четырёх фолов за четверть, команда, на чьём игроке сфолили, получает владение. Если у команды пять фолов и более за четверть, то игрок получает право на два штрафных броска. Правило один-плюс-один в настоящее время в женском баскетболе отсутствует.
  - Все овертаймы считаются продолжением четвертого периода с точки зрения полученных фолов.
- В НБА и женской НБА:
  - Если команда игрока имеет 4 и меньше командных фолов за четверть, получает владение команда, на чьем игроке сфолили, а при пяти фолах игрок, на котором сфолили, получает право на два штрафных броска.
  - Овертайм не считается дополнением какой-либо четверти. В овертайме команда наказывается двумя штрафными, начиная с четвертого командного фола, вместо пятого.
  - Командные фолы сбрасываются в последние две минуты четверти или овертайма. Если команда не набрала пять фолов до этого времени, первый командный фол в последние две минуты приводит к вбрасыванию мяча сфолившей командной, а все последующие фолы наказываются двумя штрафными.
- В ФИБА (баскетбол):
  - Если команда сфолившего игрока имеет 4 и менее фолов в четверти, то команда, на чьём игроке сфолили, получает владение. Начиная с пятого командного фола команда, на которой сфолили, получает право на два штрафных броска.
  - На протяжении игры все члены команды, имеющие право играть, считаются игроками.
  - "Живой" мяч становится "мёртвым", когда раздаётся свисток судьи.
  - Все овертаймы считаются продолжением четвертого периода, с точки зрения командных фолов.
- В ФИБА (3 на 3):
  - За попадание изнутри трёхочковой линии засчитывается одно очко, и из-за трёхочковой - два. Вследствие этого в случае фола при броске внутри трёхочковой бросающему игроку даётся право на один штрафной бросок, и при промахе из-за трёхочковой - два броска.
  - Если команда сфолившего игрока имеет до шести фолов, и фол был не при броске ,команда, на которой сфолили, получает владение. Начиная с седьмого командного фола игрок, на котором сфолили, получает право на два штрафных броска, не зависимо от того, был ли фол зафиксирован при броске или нет. С десятого командного фола игрок, на котором сфолили, получает право на два штрафных, и его команда получает владение.

Игроку даётся 10 секунд на выполнение штрафного броска. Если игрок не выполняет бросок за 10 секунд, фиксируется нарушение, и право на штрафной бросок теряется. Если мяч при штрафном не касается щита, кольца или сетки, это также считается нарушением. Если нарушение имеет место при выполнении последнего штрафного броска, то владение отдается команде противника.
Толчок - физический контакт между игроками защиты и нападения. Чтобы защитник заработал фол на себе, он должен занять позволенное защитное положение на пути нападающего. Если контакт состоялся, судья зафиксирует нарушение. Очки за бросок, если он был, не засчитываются, и владение переходит команде защитника. Фол на защитнике не фиксируется в полукруге под кольцом.
Блокировка - физический контакт между игроками защиты и нападения. Блокировка происходит, когда защитник на пути нападающего мешает ему произвести бросок. Блокировку часто фиксируют, когда защитник находится в полукруге под кольцом.
Полукруг под кольцом: В 1937 НБА ввели полукруг вокруг кольца радиусом 1,2 метра, в котором не фиксируется фол в нападении за толчок. Это было нужно, чтобы предотвратить ситуации, когда защитник пытался получить на себе фол в нападении, стоя под кольцом. ФИБА приняли этот полукруг в 2010, и его радиус равен 1,25 метра.

## Пробежка
Пробежка — нарушение правил в баскетболе: запрещенное перемещение одной или обеих ног в любом направлении во время контроля мяча на площадке сверх установленных ограничений. Игрок с мячом в руках имеет право:
1. сделать один или несколько шагов в любом направлении одной и той же ногой, в то время, как другая нога, называемая опорной, сохраняет своё место контакта с полом;
2. оторвать от пола обе ноги при условии расставания с мячом (бросок или передача) до приземления.

## Потеря
Потеря в баскетболе обычно происходит, когда игрок или команда, владеющие мячом, утрачивают над ним контроль, и мяч переходит к защищающейся команде.

## Пронос мяча
Пронос мяча — нарушение правил, фиксируемое у игрока, выполняющего дриблинг, в случае задержки мяча в руке или держа мяч снизу.

## Двойное ведение
Двойное ведение — нарушение правил, фиксируемое в случае повторного начала игроком дриблинга после того, как он взял мяч в руки. За одно владение мячом игрок имеет право начать дриблинг лишь один раз. В противном случае мяч переходит сопернику. Прекращением владения, после которого игрок может начать дриблинг снова, может являться одно из следующих событий:
- передача партнёру или любое расставание с мячом, после которого он соприкасается с другим игроком;
- Касание мяча защитником;
- Бросок по кольцу.

## Оборудование
Первоначально мяч был обычным футбольным. Корзина находилась на высоте 3,05 метра (10 футов) над полом. Вместо кольца подвешивалась корзина, и мяч после каждого гола приходилось доставать. Сегодня вместо корзины используется кольцо с сеткой (без дна).

## Судейство и процедуры
Первоначально был один арбитр, контролирующий фолы, и один судья, следящий за мячом. Сегодня все судьи имеют равные права в отношении всех аспектов игры. НБА добавили третьего судью в 1988, её примеру в 2006 последовала и ФИБА. Использование видеоповторов для принятия судьями решений всегда было запрещено, исключая случай определения, был ли последний бросок периода совершён до сирены, или после. Это исключение было принято НБА в 2002, а затем ФИБА в 2006. В NCAA, однако, разрешили просмотр видеоповтора для определения времени, ценности броска (два или три очка), нарушений, а также в целях удаления игроков за неспортивное поведение. НБА изменили свои правила в 2007 и разрешили арбитрам использовать видеоповтор, если был совершен грубый фол.
Вбрасывание спорного мяча в центральном круге использовалось для возобновления игры после каждого забитого с поля мяча до 1938 года, когда пропустившая мяч команда стала выносить мяч из-под своего кольца, что сделало игру непрерывной. Вбрасывание спорного мяча всё ещё использовалось в начале каждого периода, и для возобновления игры после спорного мяча. Однако НБА перестали использовать такое вбрасывание начиная со второй четверти в 1975, вместо этого использовали систему, согласно которой команда, проигравшая первое вбрасывания, получала владение во второй и третьей четвертях, а команда, выигравшая вбрасывание - в первой и четвертой.
В 1981 NCAA приняла систему меняющихся владений для всех вбрасываний спорного мяча, исключая первое вбрасывание, и в 2003 ФИБА приняла похожие правила, кроме начала третьего периода и овертаймов. В 2004 правила ФИБА были изменены, и теперь применяется стрелка владения во всех ситуациях после первого вбрасывания.